# R132 (route russe)
Ne doit pas être confondu avec Anneau d'or de Russie.
La route fédérale R-132, dite « Anneau d'Or » (en russe : Федера́льная автомоби́льная доро́га Р256 «Золотое кольцо», Federalnaïa avtomobilnaïa doroga R132  «Zolotoïe koltso»), est une route fédérale située en Russie européenne qui effectue un anneau dans le cœur historique de la Russie, dit l'Anneau d'or, dont elle tient le nom. Longue de 1 514,9 kilomètres, elle part de Iaroslavl, dessert successivement Kostroma, Ivanovo, Vladimir, Riazan, Toula, Kalouga, Viazma, Rjev, Tver et Ouglitch, avant de retourner à Iaroslavl. Elle est le plus grand périphérique de Russie, permettant un grand contournement de Moscou au centre de l'Anneau. Depuis le 9 avril 2020, elle possède entièrement le statut de route fédérale, sous la gestion de Rosavtodor. Avtodor souhaite la faire progressivement devenir une autoroute, alors qu'elle est la majeure partie du temps une simple deux fois une voie.

## Histoire
Le 9 avril 2020, par décret du gouvernement russe n° 465 « Sur les modifications de la liste des routes publiques d'importance fédérale » plus de 994 km d'autoroutes régionales traversant le territoire de 11 sujets de la Russie, qui faisait partie des routes régionales, ont été transférées à la propriété fédérale, dont pour la R132. La longueur totale de l'itinéraire complétée, aussi appelé itinéraire touristique de l'Anneau d'Or, était de 1 514,9 kilomètres,. 
Le 28 novembre 2022, l'inauguration d'un tronçon entre le 182e km et le 190e km a eu lieu, en présence du chef de Rosavtodor Roman Novikovo et du gouverneur de l'oblast d'Ivanovo Stanislav Voskressenski. Ce tronçon dans l'oblast d'Ivanovo a été élargie à quatre voies (2 x 2 voies), avec aussi un nouvel éclairage, des glissières de sécurité ajoutées et des nouveaux panneaux de signalisation. La section, entre els villages de Koukarino et Kroutovo, a une capacité jusqu'à 35 000 voitures par jour selon le gouverneur de l'oblast. Le gouverneur a d'ailleurs ajouté son intention d'élargir à quatre voies l'entièreté de la section de Vladimir à Ivanovo.  
Par ailleurs, des travaux entre Vladimir et Souzdal (244e au 277e km) ont débuté en 2023. Ils doivent s'achever au plus tard en juillet 2024, à l'occasion du 1000e anniversaire de Souzdal qui sera célébré cette année-là. Le tronçon sera entièrement à quatre voies, avec un meilleur revêtement, un barrière médiane, des bretelles de sorties et autres aménagements. Le chef de Rosavtodor a annoncé en juillet 2023 que le tronçon du 255e au 277e km sera ouvert en décembre 2023.  
De plus, Rosavtodor souhaite d'ici 2025 remettre aux normes la section entre la sortie avec la M12 (village de Zakharovo) et la frontière avec l'oblast de Riazan. 
La société d'État Avtodor, qui gère les autoroutes russes, souhaite la reconstruire pour la transformer en autoroute. En 2022, la société a procédé à une évaluation préliminaire, et selon les résultats de cette évaluation, la R132 a un important potentiel de transports en raisons des sites touristiques et aux très nombreuses routes à laquelle elle est connectée. Avtodor doit lancer une étude de faisabilité durant l'année 2023. 

## Description

### De Iaroslavl à Riazan
La route fédérale R-152 commence son trajet à une intersection avec la route fédérale M8 (Moscou — Arkhangelsk) au sud de Iaroslavl. Dans un premier temps, elle se dirige vers l'est vers Kostroma, en longeant la Volga et en traversant ses affluents (les rivières Tounochonka et Solonitsa). Une fois atteint Kostroma, elle contourne brièvement le sud de de la ville avant de prendre direction sud-est vers Volgoretchensk. Après Volgoretchensk, elle traverse des localités comme Fedorkovo, Privoljsk (où il y a un accès vers Plios), Tolpyguino, contourne Fourmanov. Peu après, la route arrive à Ivanovo. Sur ce premier tronçon de Iaroslavl à Ivanovo, la route coïncide avec la route régionale R600 Iaroslavl — Kostroma — Ivanovo.

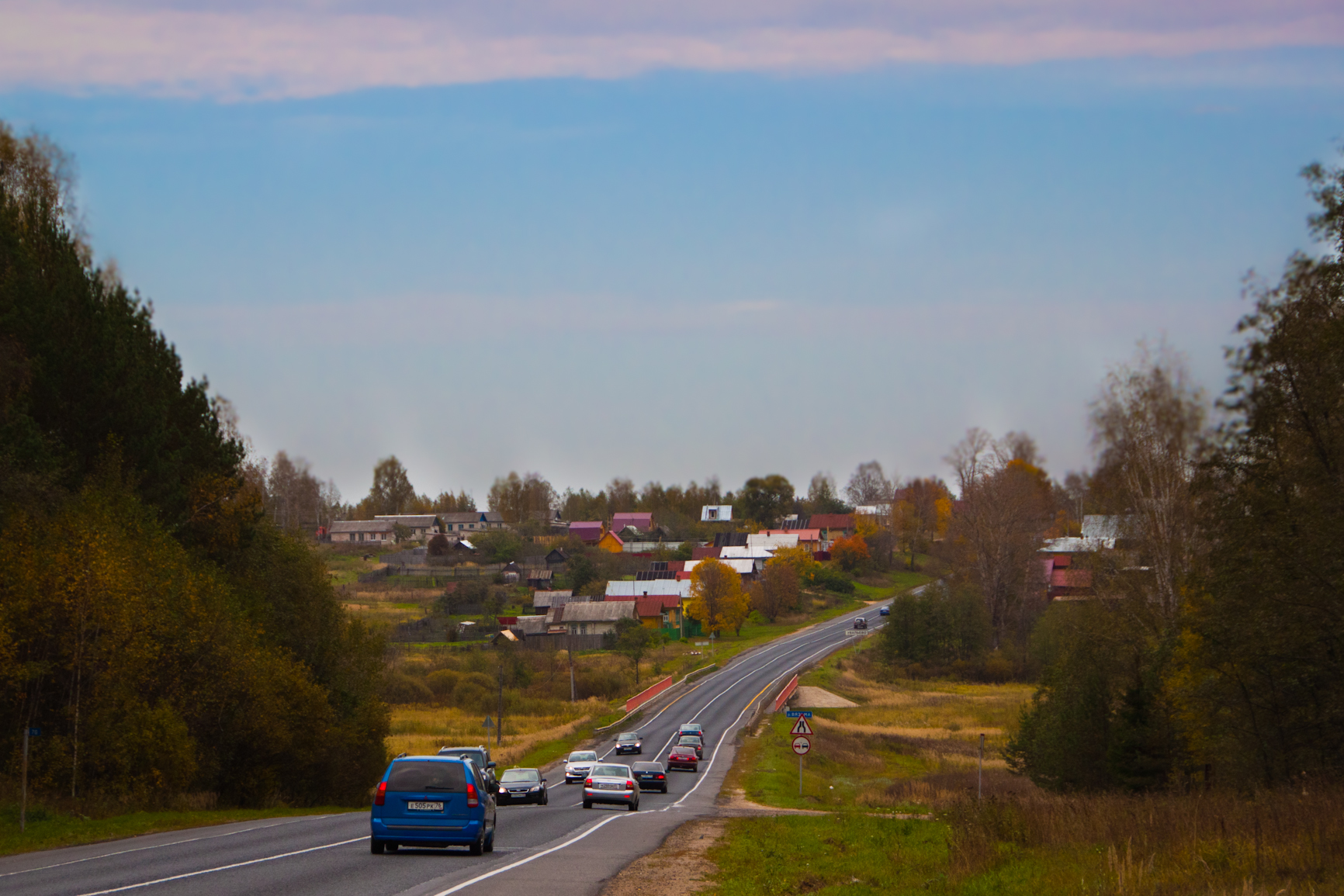
Ouvaliévo dans l'oblast d'Ivanovo.

Au sud d'Ivanovo, la route croise la route régionale R152 allant de Rostov à Nijni Novgorod. Ensuite, la route d'Ivanovo à Vladimir est en chevauchement avec une auxiliaire de la M7 sur toute cette portion. Entre ces deux villes, la route dessert du nord au sud Lejnevo, Ouvaliévo, Zolotnikovskaïa Poustyne, Torchino, contourne Souzdal, puis dessert Pavlovskoïe et Borissovskoïe. Au sud de Vladimir, la route a un échangeur avec la route fédérale M7 (Moscou — Oufa), puis avec l'autoroute M12 (Moscou — Kazan — Iekaterinbourg). La route dessert ensuite Gous-Khroustalny, Spas-Klepiki, puis arrive à Riazan.

### De Riazan à Viazma
À Riazan, la route croise la route fédérale M5 (Moscou — Tcheliabinsk), et se dirige vers l'ouest. Elle traverse successivement les localités de Outchkhoz Stenkino, Popadyino, Zakharovo, Poïarkovo, Mikhaïlov où elle a un échangeur avec la route fédérale R22 (Moscou — Astrakhan), Streletskié Vysselki, Makovskié Vysselki, Krasny Bogatyr, Pouchkari, Gremiatcheïe, Iatskoïe, Savino, Kholtobino, Ouroussovo, Veniov. Après Veniov, elle croise l'autoroute M4 (Moscou — Rostov — Novorossiïsk). Elle croise ensuite les localités d'Anichino, Volyntsevski, Myza, avant d'arriver à Toula. Elle passe dans la périphérie est et sud de la ville.
Après avoir contournée Toula, la route croise la route fédérale M2 (Moscou — Belgorod — Ukraine vers Kharkiv), puis la route vers Beliov. Elle traverse des localités comme Perchino, Oktiabrski, Makarovo, Pessotchnia, Semionovka, avant d'arriver à Kalouga. L'entrée vers Kalouga longe l'Oka. La route contourne par le sud de la ville (le périphérique entier de la ville fait partie de la R132), puis a un échangeur avec la route fédérale M3 (Moscou — Briansk — Ukraine vers Kiev). La route continue vers l'ouest, tout en remontant vers le nord. Elle traverse Ioukhnov où elle croise l'A130 (Moscou — Roslavl — Biélorussie), puis arrive à Viazma.

### De Viazma à Iaroslavl
À Viazma, la route croise la route fédérale M1 (Moscou — Smolensk — Biélorussie vers Minsk), puis remonte vers le nord, en traversant Sytchiovka puis Rjev, où elle croise la route fédérale M9 (Moscou — Lettonie vers Riga). La R132 se dirige vers le nord-est, en passant par Staritsa, Koltalovo et Chalaïkovo. Au sud de Tver, la route croise la route fédérale M10 (Moscou — Saint-Pétersbourg).
Au nord de Tver, la route devrait à l'avenir avoir un échangeur avec l'autoroute M11 (Moscou — Saint-Pétersbourg), quand le contournement de Tver sera construit. La route rejoint ensuite Kaliazine, dessert Ouglitch puis Rybinsk. De Rybinsk, la route longe la Volga, avant de terminer sa course dans l'ouest de Iaroslavl à une intersection avec la M8, sans toutefois rejoindre son point de départ.

## Itinéraires
Liste des principales localités et échangeurs avec d'autres routes :
- Intersection avec la  à Iaroslavl (Iaroslavl-ouest)

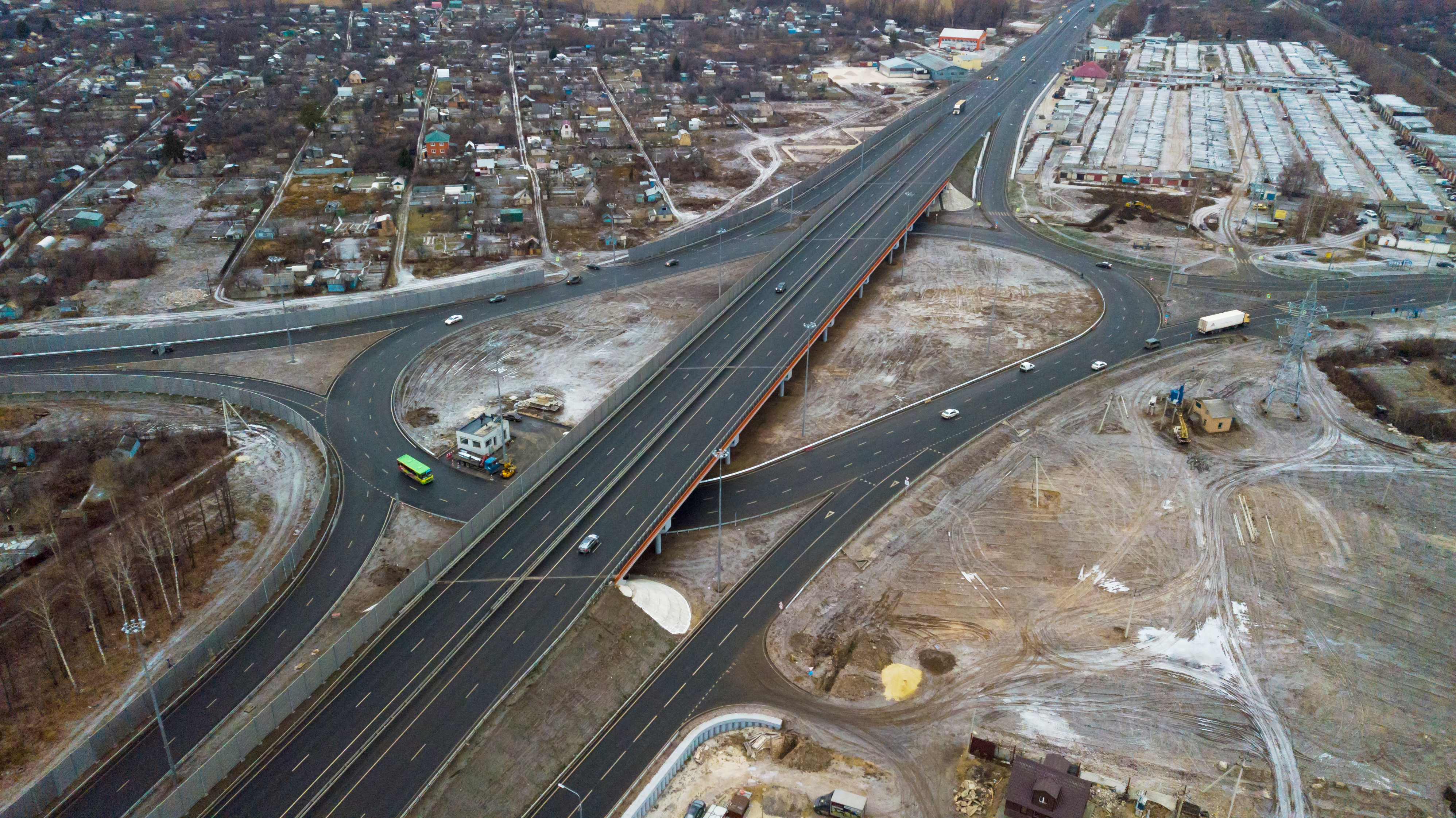
Échangeur de Mikhaïlovka à Riazan avec la M5 (en dessus).

- Kostroma
- Privoljsk
- Volgoretchensk
- Fourmanov
- Ivanovo
- Lejnevo
- Souzdal
- Borissovskoïe
- Vladimir
- Échangeur avec la
- Échangeur avec la
- Gous-Khroustalny
- Spas-Klepiki
- Riazan

- Échangeur avec la
- Mikhaïlov
- Échangeur avec la
- Veniov
- Échangeur avec la
- Toula
- Échangeur avec la
- KalougaContournement de Kalouga.
- Échangeur avec la
- Ioukhnov
- Échangeur avec l'
- Viazma
- Échangeur avec la
- Sytchiovka
- Rjev
- Échangeur avec la
- Staritsa
- Échangeur avec la
- Tver

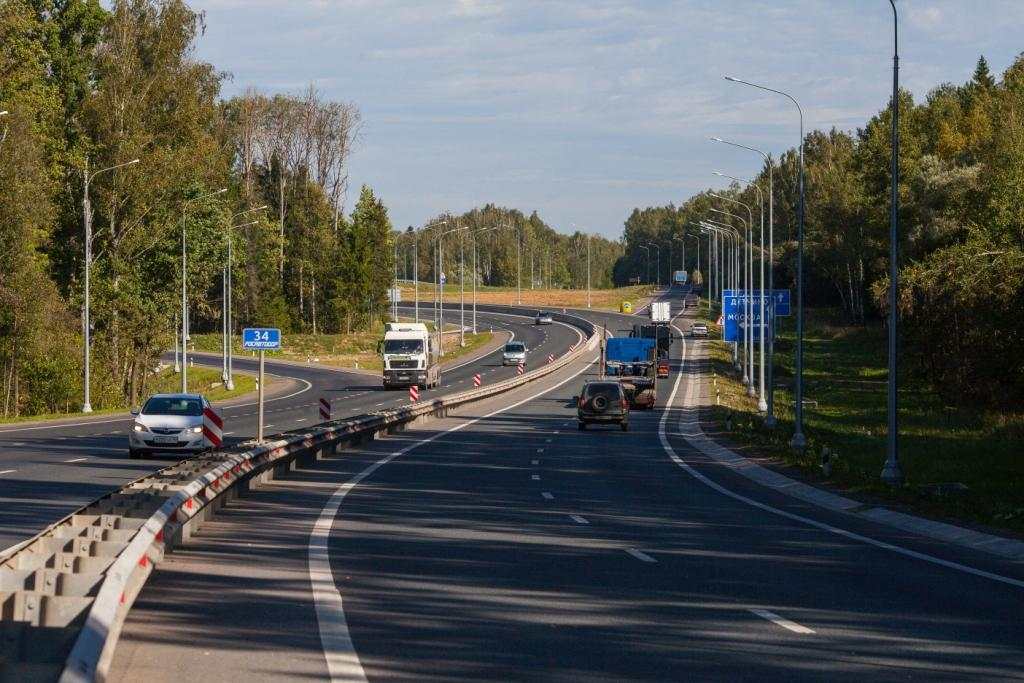
Contournement de Kalouga.

- Futur Échangeur avec la
- Kaliazine
- Ouglitch
- Rybinsk
- Intersection avec la  à Iaroslavl (Iaroslavl-sud)